# Guilelm Șorban

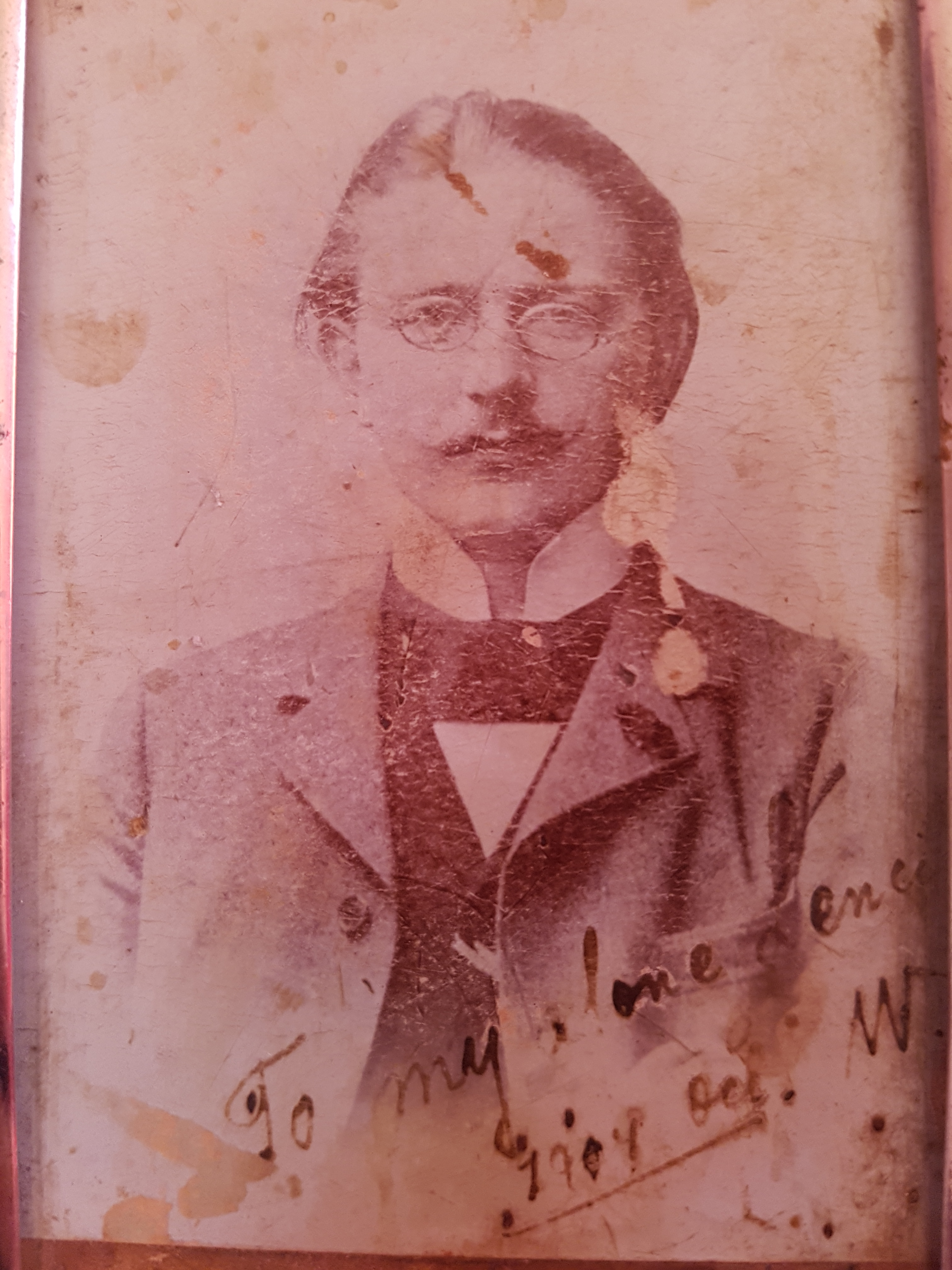
"Cu dedicație pentru soție: Bogdanffy Lenke"

Guilelm Șorban (n. 2 februarie 1876, Arad, d. 7 iulie 1923, Dej) a fost un compozitor și pianist român. 
A compus peste 100 de piese de cântece, dintre care unele pe versurile unor poeți români (Mihai Eminescu, Octavian Goga, George Coșbuc).
A publicat în 1894, la Leipzig, lucrarea „Zece cântări poporale românești”, iar la Viena, în 1900, „Album de compoziții românești”, în care există și două texte inedite de George Coșbuc, Guilelm Șorban devenind celebru datorită melodiilor pentru poeziile "Pe lângă plopii fără soț" și "Mai am un singur dor" de Mihai Eminescu, precum și „Dorurile mele” și „Măi, crâșmare Niculae” de Octavian Goga. Multe dintre cântecele sale circulă ca piese anonime.
A fost membru în Comitetul de direcție (din 1920) al recent înființatei Opere Române clujene, alături de Constantin Pavel, Emil Hațieganu, Tiberiu Brediceanu ș. a..
Este tatăl criticului de artă Raoul Șorban și bunicul muzicologei Elena Maria Șorban.